# Parque nacional Ranthambore
El parque nacional Ranthambore (Hindi: रणथंभौर राष्ट्रीय उद्यान) o simplemente Ranthambore es uno de los parques nacionales más grandes de la India, extendiéndose por una superficie de 392 km². Se sitúa en la región norte del país, en el distrito de Sawai Madhopur, alrededor de 110 km al noreste de Kota y 160 km de la ciudad de Jaipur, que es también el aeropuerto más cercano. La ciudad y estación de ferrocarril más próxima está en Sawai Madhopur, a unos 11 km. El parque está también cerca de la estación de tren de Kota. El parque nacional Ranthambore queda en el borde de una meseta y está limitado al norte por el río Banas y al sur por el río Chambal. Recibe su nombre de la histórica fortaleza de Ranthambhore, que queda dentro del parque.

## Historia
Ranthambhore fue establecida como el Santuario de caza de Sawai Madhopur en 1955 por el Gobierno de la India y fue declarada una de las reservas del Proyecto Tigre en 1973. Ranthambore se convirtió en parque nacional en 1980. En 1984, los bosques adyacentes fueron declarados el Santuario de Sawai Man Singh y el Santuario de Keladevi, y en 1991 la reserva del tigre fue ampliada para incluir a los santuarios de Sawai Man Singh y Keladevi.

## Flora y fauna
El santuario de la fauna de Ranthambore es conocido por sus tigres y es uno de los mejores lugares de la India para ver a estos animales en su hábitat de jungla natural. Los tigres pueden verse con facilidad incluso durante el día. Los mejores momentos para verlos son noviembre y mayo. Los bosques caducifolios del parque son ejemplos característicos de un tipo de jungla que se encuentra en la India central. Otros grandes animales salvajes incluyen el leopardo, el nilgó, el jabalí, el sambar, la hiena, el oso perezoso, el langur gris de las planicies del Sur, el macaco Rhesus, y el chital. El santuario es el hogar de una amplia variedad de árboles, plantas, aves y reptiles, así como uno de los más grandes banianos o higueras de Bengala de toda la India.

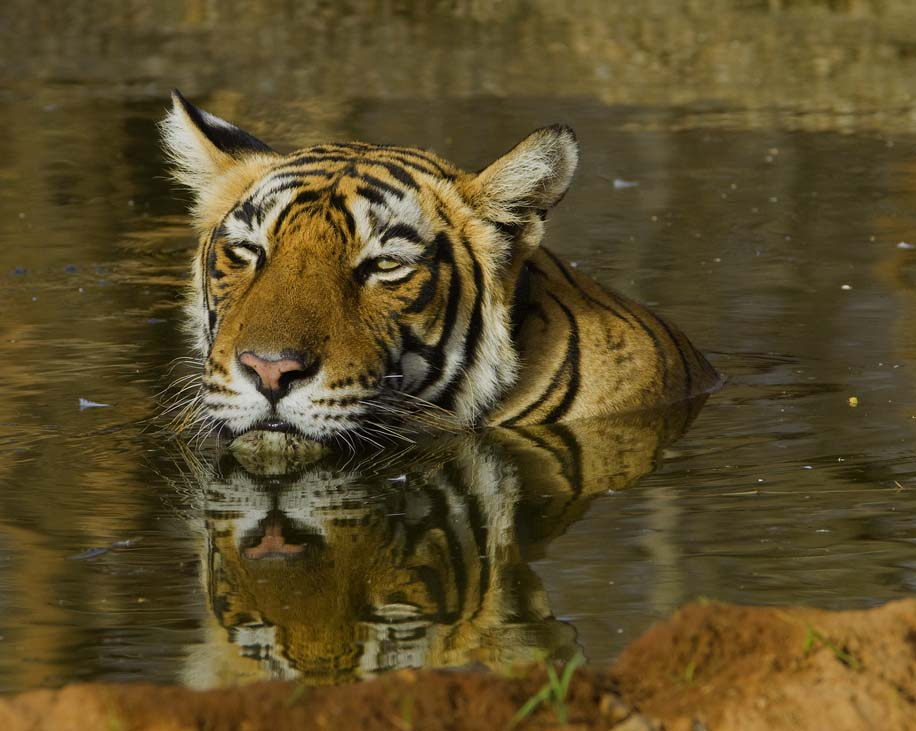
Un ejemplar hembra de tigre llamado T17 en el santuario. Si se presta atención, se puede divisar parte de su collar transmisor

## Conservación de tigres
El parque nacional Ranthambore es especialmente conocido por su población de tigres en estado salvaje, especie considerada en peligro de extinción, y con un número que, según los datos oficiales del gobierno indio, en 2008 contemplaba 1400 ejemplares en estado salvaje, un decrecimiento del 60% a comparación de años anteriores.
Entre 2003 y 2006, la población de esta especie decayó de cuarenta a veintiséis ejemplares en el santuario. Entre las razones, se cita la amenaza de los  cazadores furtivos —en busca de las pieles que pueden cotizarse a elevadores valores en el mercado ilegal—, y el acoso y traspaso por parte de la población rural local, que hacía uso del espacio del parque nacional para abastecerse de recursos como leña y para pastoreo de su ganado, ahuyentando a las presas de los tigres y entorpeciendo su reproducción. Para revertir esta situación, el gobierno local persuadió a los residentes de mantener su distancia del lugar a cambio de gas para cocina y agua potable. Otras medidas complementarias para garantizar la inviolabilidad del espacio natural fueron la incorporación de sesenta cámaras de seguridad, patrullas de vigilancia mejor equipadas y multas más elevadas a los intrusos. Paralelamente, las autoridades lograron un acuerdo con la comunidad cazadora nómade Mogiya, en el que a cambio de que estas desmantelen armas y trampas para la caza furtiva, el estado les proporcionó servicios, vivienda, escuela y empleos.
Entre 2007 y 2008, se avistaron cerca de catorce cachorros nuevos de tigres. Ese último año, el Gobierno de la India prometió inyectar 135 millones de dólares extra a las tareas de conservación de tigres, en conjunto con una política de migrar más de 200 000 personas que vivan en las cercanían de áreas donde habite esta especie. Estos esfuerzos lograron que Ranthambore tuviera suficientes tigres como para participar en el programa de reubicación de la Reserva de tigres de Sariska.
El éxito en la conservación y protección de esta especie en este parque nacional, le valió la consideración «una historia de éxito poco común en los intentos del país para salvar su símbolo nacional de la extinción» por parte de la revista Time Magazine. Los conservacionistas estudian el fenómeno de Ranthambore para replicarlo en otros santuarios y reservas.